# (365) Corduba
(365) Corduba – planetoida z grupy pasa głównego asteroid okrążająca Słońce w ciągu 4 lat i 258 dni w średniej odległości 2,81 j.a. Została odkryta 21 marca 1893 roku w Observatoire de Nice w Nicei przez Auguste Charloisa. Nazwa planetoidy pochodzi od łacińskiej nazwy hiszpańskiego miasta Kordoba. Przed jej nadaniem planetoida nosiła oznaczenie tymczasowe (365) 1893 V.